# Grantown-on-Spey
Grantown-on-Spey är en ort i Storbritannien.   Den ligger i kommunen Highland och riksdelen Skottland, i den norra delen av landet, 700 km norr om huvudstaden London. Grantown-on-Spey ligger 202 meter över havet och antalet invånare är 2 122.
Terrängen runt Grantown-on-Spey är kuperad åt nordost, men åt sydväst är den platt. Grantown-on-Spey ligger nere i en dal. Runt Grantown-on-Spey är det glesbefolkat, med 12 invånare per kvadratkilometer. Närmaste större samhälle är Aviemore, 18,4 km sydväst om Grantown-on-Spey. I omgivningarna runt Grantown-on-Spey växer i huvudsak blandskog.